# دون ستيل
دون ستيل (بالإنجليزية: Dawn Steele)‏ هي ممثلة بريطانية، ولدت في 11 ديسمبر 1975 بغلاسكو في المملكة المتحدة.

## وصلات خارجية
- دون ستيل على موقع IMDb (الإنجليزية)
- دون ستيل على موقع قاعدة بيانات الفيلم (الإنجليزية)